# Luigi Pacinotti
Luigi Pacinotti, född 4 mars 1807 i Pistoia, död 24 november 1889 i Pisa, var en italiensk fysiker. Han var far till Antonio Pacinotti.
Pacinotti blev filosofie doktor 1828 och var professor vid universitetet i Pisa 1831–1881. Han ägnade sig åt såväl ren matematik som experimentell fysik och mekanik och författade ett stort antal skrifter, däribland den omfattande Corso di Fisica Tecnologica e Meccanica Sperimentale. Han var sekreterare för avdelningen för kemi och fysik vid den första italienska vetenskapskongressen i Pisa 1839.